# Посольство України в Болгарії
Посольство України в Болгарії — дипломатична місія України в Болгарії, знаходиться у Софії.

## Завдання посольства
Основне завдання Посольства України в Болгарії представляти інтереси України, сприяти розвиткові міждержавних політичних, економічних, культурних, наукових та інших зв'язків, а також захищає права та інтереси громадян і юридичних осіб України, які перебувають на території Болгарії.
Посольство сприяє розвиткові добросусідських відносин між Україною і Болгарією на всіх рівнях, з метою забезпечення гармонійного розвитку взаємних відносин, а також співробітництва з питань, що становлять взаємний інтерес. Посольство виконує також консульські функції.

## Історія дипломатичних відносин

Група співробітників посольства УНР у Софії (Болгарське царство).

У 1918 році Болгарське царство визнало незалежність Української Народної Республіки. 15 липня 1918 р. у Відні відбувся обмін ратифікаційними грамотами Брестського мирного договору між Українською Державою та Болгарським царством. Українську грамоту за підписом гетьмана Павла Скоропадського передав український посол у Відні В. Липинський, болгарську за підписом царя Фердинанда — легаційний радник болгарського посольства у Відні в ранзі тимчасово повіреного Микола Джебаров. Першим Надзвичайним і Повноважним Послом Української Народної Республіки в Болгарському царстві був Олександр Шульгин. До складу Посольства УНР в Болгарському царстві входило 10 дипломатів.
16 липня 1918 року штат посольства виїхав до Софії. Шлях лежав через Львів, де українські дипломати мали ряд зустрічей з членами Українського парламентського клубу в австрійському парламенті та митрополитом Шептицьким. У Відні були присутніми при обміні вірчими грамотами між В'ячеславом Липинським та болгарськими дипломатами. 29 липня 1918 р. українське посольство прибуло до Софії. 7 вересня 1918 року перший український посол Олександр Шульгин вручив вірчі грамоти цареві Болгарії — Фердинанду І.
Українське посольство в Болгарському царстві займалося справою розвитку двосторонніх відносин, поширення інформації про Україну, поверненням військовополонених українців на Батьківщину. На початку вересня 1918 р., відповідно до умов Брест-Литовського мирного договору, була створена спеціальна комісія у справах репатріації військовополонених українців. До її складу увійшли співробітники посольства Олександр Шульгин, Федір Шульга, Василь Драгомирецький, Петро Сікора, представник військового міністерства капітан Балтов, начальник Софійської інспекції у справах військовополонених Іванов та секретар Бюро у справах військовополонених при болгарській армії.
У листопаді 1920 року було прийнято рішення про ліквідацію посольства, тоді ж керуючим справами дипломатичного представництва Української Народної Республіки в Болгарському царстві призначили голову Надзвичайної дипломатичної місії УНР в Румунському королівстві Костя Мацієвича. 10 березня 1921 р. він вручив вірчі грамоти прем'єр-міністру Болгарського царства Александру Стамболійському. Обов'язки дипломатичного агента в Болгарії виконував Василь Драгомирецький.
Посольство УНР в Болгарському царстві розташовувалося за адресою : м. Софія, вул. Хан Крум, № 11.
У 1919—1920 — дипломатична місія УНР видавала в Софії журнал «Украинско-Български Преглед».
- Олександр Шульгин — посол
- Федір Шульга — радник,
- Петро Сікора — перший секретар,
- Василь Драгомирецький — секретар,
- Дмитро Шелудько — секретар
- Юліан Налисник — аташе
- Микола Лаврик — аташе
- Йоаній Додул — аташе
- Олександр Пеленський — дипломатичний гонець
- Іван Дараган — розсильний
- Іван Вільчинський — молодший урядовець по вільному найму
- Генерал Борис Бобровський — військовий аташе[3].
- Адмірал Михайло Веселкін — військово-морський аташе[4].

Після відновлення незалежності Україною 24 серпня 1991 року Болгарія визнала Україну 5 грудня 1991 року. 13 грудня 1991 року між Україною та Болгарією було встановлено дипломатичні відносини. 5 жовтня 1992 року було підписано Договір про дружбу і співробітництво між Україною та Республікою Болгарія. 18 травня 1993 року Надзвичайний і Повноважний Посол України Олександр Воробйов вручив вірчі грамоти Президенту Болгарії Желю Желеву.

## Дипломатичні представництва України в Болгарії

### Посольство України в Болгарії у Софії

#### Керівники дипломатичної місії
1. Шелудько Дмитро Ілліч (1918) т.п.[6][7]
2. Шульгин Олександр Якович (1918)
3. Шульга Федір Григорович (1919) т.п.
4. Василь Драгомирецький (1919–1921) т.п.
5. Мацієвич Костянтин Андріанович (1921–1923)
6. Воробйов Олександр Костянтинович (1993–1998)
7. Похвальський В'ячеслав Володимирович (1998–2004)
8. Рилач Юрій Олександрович (2004–2006)
9. Непоп Любов Василівна (2006–2007) т.п.
10. Кальник Віктор Мартинович (2007–2011)
11. Балтажи Микола Федорович (2011–2018)
12. Москаленко Віталій Анатолійович (2018–2022)
13. Ілащук Олеся Костянтинівна (з 2022)[8]

#### Склад Посольства України в Болгарії
- Нинішній Склад Посольства України в Болгарії[9][10][11].

### Генеральне консульство України у Варні
До консульського округу Генерального консульства України у Варні входять області: Бургас, Варна, Добрич, Разград, Русе, Сілістра, Слівен, Тирговиште, Шумен, Ямбол.
- Адреса: м.Варна 9000, вул. Генерал Колєв, 92.
- Генеральні консули України у місті Варна

1. Барановський Олег Миколайович (2002-2006), Ген.консул[12]
2. Пасічник Володимир Володимирович (2007-2014), Ген.консул[13]
3. Дмитренко Ірина Сергіївна (з 2014), т.в.о.

### Почесне консульство України в місті Пловдів
- Почесний консул України в місті Пловдів: Димитр Атанасов Георгієв
- Адреса: м. Пловдів, вул. «Цар Калоян» № 8, 4 поверх
- Вебсайт: http://www.consulukr-plovdiv.bg/index.php?lang=3&cat=165 [Архівовано 28 серпня 2013 у Wayback Machine.]
- Засновано: 2011 рік[14]

### Почесне консульство України в місті Русе
- Почесний консул України в місті Русе: Пламен Стоілов Бобоков[15]
- Адреса: м. Русе 7012, вул. Борісова, № 73
- Вебсайт: ?
- Засновано: у липні 2008 року[16]

### Окремі видання
- Павленко В. Українсько-болгарські взаємини 1918–1939 рр. / В. Павленко; НАН України, Ін-т історії України. — К., 1995. — 224 с.

Автореферати дисертацій
- Павленко В. В. Українсько-болгарські взаємини 1918–1939 рр.:автореф. дис. … д-ра іст. наук :07.00.02 / В. В. Павленко ; НАН України, Ін-т укр. археографії та джерелознавства. — К., 1996. — 46 с.

### Статті
- Зленко Г. При кому був послом міністр: [про історика І. Д. Шишманова, посла Болгарії при Центральній Раді] / Г. Зленко // Книжник. — 1993. — № 1. — С. 10-11.
- Королишин М. Україна й Болгарія 1918 р. й тепер / М. Королишин // У 60-річчя відновлення гетьманської Української Держави 29 квітня р. Б. 1918. — Торонто, 1978. — С. 60-61.
- Павленко В. В. Дипломатична місія Української Народної Республіки в Болгарії (1918–1920 рр.) / В. В. Павленко // Укр. іст. журн. — 1992. — № 12. — С. 18-31.
- Павленко В. В. Діяльність болгарської дипломатичної місії в Україні 1918–1919 рр. / В. В. Павленко // Проблеми слов'янознавства: міжвід. наук. зб. — Львів, 1993. — Вип. 45. — С. 3-14.
- Павленко В. Іван Шишманов — повноважний посол Болгарії в Україні/В. Павленко // Міжнародні зв'язки України: наук. пошуки і знахідки: міжвід. зб.наук. пр. / НАН України, Ін-т історії України. — К., 2010. — Вип. 19. — С. 59-70.
- Павленко В. В. Іван Шишманов та розбудова болгаро-українських дипломатичних відносин у 1918–1919 рр. / В. В. Павленко // Дриновський збірник. — 2011. — Т. 4. — С. 239–246.
- Трембіцький В. Україна й Болгарія в 1918–1921 роках / В. Трембіцький //Новий літопис. — Вінніпег, 1965. — № 14. — С. 71-78 ; № 15. — С. 9-27 ; № 16. — С. 24-29.

### Спогади
- Налисник Ю. Перше посольство української держави в Болгарії (Спогад з перед 20-ти років)/ Ю. Налисник // Червона калина: іст. календар-альманах на 1939 рік. — Львів, 1938. — Т. 18 : Україна на дипломатичному фронті. — С. 164–168. — Передрук: Налисник Ю. Робота не пішла намарне: [спогади про посольство УНР в Болгарії 1919–1921 рр.] / Ю. Налисник // Україна дипломатична: наук. щорічник.- К., 2000. — Вип. 1. — С. 307–309.
- Налисник Ю. Перше міністерство закордонних справ України та перше посольство України в Болгарії: спогад / Ю. Налисник // Правн. вісн. — 1963. — Кн. 2. — С. 43-54.
- Український період життя Івана Шишманова (з «Щоденника») / публік. та приміт. М. Г. Станчева // Дриновський збірник = Дриновски сборник / Харків. нац. ун-т ім. В. Н. Каразіна, Центр болгаристики та болгарських дослідж. ім. Марина Дринова, Болгарська академія наук, Ін-т історії БАН, Ін-т балканістики БАН, Комісія істориків Україна — Болгарія. — Х. ; Софія: Академ. вид-во ім. проф. Марина Дринова, 2007. — Т. 1. — С. 207–234. — Опубліковано фрагменти «Щоденника» відомого болгарського вченого, громадського діяча, дипломата Івана Шишманова, пов'язані з його діяльністю на посаді Тимчасового повіреного Болгарії в Україні (квітень 1918 — травень 1919 рр.).